# Гнесин, Михаил Фабианович
Михаи́л Фабиа́нович Гне́син (1883—1957) — русский и советский композитор, педагог, музыковед, музыкально-общественный деятель, музыкальный критик. Заслуженный деятель искусств РСФСР (1927). Лауреат Сталинской (Государственной) премии второй степени (1946). Доктор искусствоведения (1943). Профессор (1925). Брат Евгении, Елены, Марии, Елизаветы, Ольги, Григория Гнесиных.

## Биография

#### Юные годы в Ростове-на-Дону. 1883—1901
М. Ф. Гнесин родился 21 января (2 февраля) в семье казённого раввина Фабиана Осиповича Гнесина. Он является представителем большой замечательной семьи музыкантов, сыгравших огромную роль в развитии русской музыки и музыкального образования (см. Семья). С детства его окружала музыка: пять старших сестёр играли на музыкальных инструментах (четыре пианистки и одна скрипачка) и получили образование в Москве, а мать была певицей-любительницей. Певцом стал и младший брат — Григорий, с которым Михаил был особенно близок.
С 1892 по 1899 год он обучался в Петровском реальном училище. Начальное музыкальное образование Гнесин получил, обучаясь у одного из лучших ростовских педагогов, имевшего собственные частные музыкальные классы — О. О. Фритче, с которым вместе работал в годы своего второго пребывания в Ростове (1913—1921), учился играть на скрипке и фортепиано. Существенное влияние на музыкальное развитие оказал и кантор синагоги Элеазар Герович. В детстве, пользуясь его советами, Гнесин сочинил свои первые произведения (в основном это были романсы, первый сохранившийся датирован 1890 годом). Интересуясь историей, литературой и этнографией, Михаил Гнесин отличался жаждой знаний, став ещё в юности чрезвычайно эрудированным человеком. Особой сферой его широких интересов стала античность, прежде всего — Греция (одна из первых композиторских попыток была связана с сочинением музыки на текст Эсхила).
К 17 годам определились его профессиональные устремления, поддержанные семьёй: он хочет стать композитором и приезжает в Москву для поступления в консерваторию. Однако он не был принят, что стало для юноши глубоким переживанием. Несмотря на то, что четыре его сестры учились (три уже к тому времени окончили) в консерватории и были в прекрасных отношениях с её директором В. И. Сафоновым, его профессиональная подготовка (прежде всего, очевидно, владение фортепиано) была объявлена недостаточной для включения в число процентной нормы, установленной для евреев. Сафонов предложил ему перейти в православную веру, однако Михаил принципиально не согласился, в итоге став единственным из девяти братьев и сестёр, оставшимся в иудейском вероисповедании. Вскоре он показал свои романсы знаменитому композитору А. К. Лядову, профессору Петербургской консерватории, заслужив одобрительный отзыв последнего и совет безусловно поступать в Петербургскую консерваторию.

#### Учёба в Петербурге и раннее творчество. 1901-1911
В 1901 году М. Гнесин успешно сдал экзамены и был принят в Петербургскую консерваторию, на отделение теории и композиции. Здесь его главным учителем стал Н. А. Римский-Корсаков, что оказалось великой удачей для молодого музыканта. Он признавался, что общение с крупнейшим композитором определило основополагающие принципы всего его дальнейшего творчества. До конца жизни Н. А. Римский-Корсаков оставался для него безусловным идеалом, и Гнесин сохранял верность памяти и традициям своего Учителя. Вскоре после смерти Римского-Корсакова для подготовки и редактирования посмертного издания литературного наследия вдова композитора выбрала именно Гнесина. В дальнейшем он постоянно обращался к творчеству Римского-Корсакова в своих статьях, написал книгу «Мысли и воспоминания о Н. А. Римском-Корсакове». В период обучения в консерватории его близкими друзьями становятся А. Н. Дроздов, М. О. Штейнберг (зять Римского-Корсакова), а также Л. Л. Штрейхер и др.
В 1905 году Гнесин активно участвует в студенческих революционных протестах, став вместе с Дроздовым одним из руководителей акций, происходивших в консерватории. Результатом стал его арест с последующим исключением из консерватории. Восстановлен он был через год.
Вместе со своим близким другом В. М. Волькенштейном (весной-летом 1905 года они вместе путешествовали по Италии) М. Ф. Гнесин вовлечён в литературный круг символистов. Поэтические вечера у символистов (постоянное посещение литературных сред в «Башне» Вяч. Иванова), дружба с семьёй Станюковичей, входивших в круг поэтов-символистов, последующее знакомство с крупнейшими поэтами Серебряного века — А. Блоком, Вяч. Ивановым, К. Бальмонтом, Ф. Сологубом, а также с С. Парнок — всё это оказалось близкой творческой средой для молодого композитора, и символизм пронизывает всё раннее творчество Гнесина. С редким проникновением и тонкостью положил он на музыку стихи символистов. Многочисленные романсы, называемые Гнесиным чаще всего «стихотворениями в музыке», ознаменовали формирование индивидуального стиля композитора. Вокальные сочинения, созданные на тексты символистов, как и другие произведения «символистского» периода представляют собой наиболее объёмную и, возможно, самую значительную часть композиторского наследия М. Гнесина. После первого одобренного Н. А. Римским-Корсаковым романса «Чайка» на текст К. Бальмонта последовали значительнейшие опусы на стихи символистов: «Из современной поэзии» ор.5, «Посвящение» ор.10. Чаще всего он обращается к поэзии Бальмонта (в числе лучших созданий Гнесина — музыка к его стихотворениям «Воздушная птичка», «Небесная роса», «Она как русалка», неоднократно использует он и его переводы), следующими любимыми авторами являются Вячеслав Иванов (в том числе цикл на его двустишья «Роза говорит») и Фёдор Сологуб (одним из самых оригинальных и новаторских произведений этого периода была «Недотыкомка» из ор. 5). Только один, но очень яркий романс написан на стихи А. Ахматовой («Хорони, хорони меня ветер», ор.22). Целый ряд произведений А. Блока (о встречах с поэтом Гнесин оставил воспоминания) вдохновил Гнесина на создание вокальных сочинений разного типа: и камерных (ор. 16), и поэмы «Балаган» в сопровождении оркестра (с большим успехом её исполняла К. Дорлиак), и музыки к несостоявшемуся спектаклю МХТ «Роза и крест» в постановке К. С. Станиславского, включающую две песни — в сопровождении оркестра («Песня Гаэтана») и струнного квартета с арфой («Песня пажа Алискана»), и хора («С майским деревом»). Сольные вокальные произведения в сопровождении оркестра заняли значительное место в творчестве Гнесина: кроме поэмы «Червь-победитель» на стихи Э.По в переводе Бальмонта, это — симфонический дифирамб «Врубель» с текстом В. Брюсова, принесший автору большой успех: как и годом ранее цикл «Из современной поэзии» ор.5, он был в 1913 году удостоен премии имени Глинки. Сочинение это вдохновлено творчеством и М. А. Врубеля (в память о котором и написано), и его жены — Н. И. Забелы-Врубель, которой посвящено и это, и другие вокальные произведения. Эта выдающаяся певица охотно исполняла произведения Гнесина, и творческое сотрудничество с ней было важнейшей вехой на его композиторском пути. Ещё учась в консерватории, Гнесин получает признание как один из ярких молодых авторов, а главное, находит истинных почитателей своего таланта среди выдающихся исполнителей. Постоянными пропагандистами его музыки были певец И. А. Алчевский, пианист и дирижёр М. А. Бихтер. Они с огромным успехом исполняли его сочинения, в том числе на «Вечерах современной музыки», устраивавшихся журналом «Музыкальный современник» в Петербурге, на «Музыкальных выставках» в Москве, организованных М. А. Дейша-Сионицкой. «Добрым гением» молодого композитора стал и знаменитый пианист и дирижёр А. И. Зилоти, постоянно включавший новые сочинения в программы своих концертов — как вокальные, так симфонические и камерные. Премьеру посвящённой ему сонаты-баллады для виолончели и фортепиано А. Зилоти исполнил с величайшим виолончелистом XX века — П. Казальсом. Благодаря Зилоти произведениями Гнесина заинтересовалось крупнейшее музыкальное издательство Юргенсона, которое немедленно печатало все его новые опусы. К раннему творчеству композитора принадлежат и инструментальные произведения. Среди них, помимо упомянутой виолончельной сонаты, наиболее значительны симфонический отрывок «Из Шелли» (на тексты этого поэта в переводе Бальмонта он писал и вокальную музыку), фортепианный квинтет «Реквием», посвящённый памяти Н. А. Римского-Корсакова. После смерти любимого учителя он занимался ещё год в классе свободного сочинения А. К. Лядова и окончил консерваторию в 1909 году, с занесением его имени на мраморную доску наиболее выдающихся выпускников.
Интерес к античности и греческой трагедии приводит Гнесина к идее создания специальной системы музыкального произнесения текста, своего рода попытке «реконструкции» древнегреческого театра (одной из попыток в прошлом было создание «драмы на музыки» в Италии эпохи Возрождения, что в итоге явилось рождением жанра оперы). Гнесин называет свою систему «музыкальным чтением в драме». Разработка этого своеобразного языка происходит в творческом сотрудничестве со Всеволодом Мейерхольдом, которого интересуют в этот период сходные задачи. В Мейерхольдовской студии в Териоках и в Петербурге в 1908—1909 и в 1912—1914 годах (с большими перерывами) он занимается с артистами, читает лекции, а творческим итогом является создание музыки к трём трагедиям, написанным в технике «музыкального чтения»: «Антигона» и «Царь Эдип» Софокла, «Финикиянки» Еврипида. Однако В. Мейерхольд сумел осуществить лишь одну постановку — «Антигоны» в Териоках. Данная система применялась и в некоторых других сочинениях Гнесина (например", цикл «Розариум» на тексты Вяч. Иванова). В 1908 году Гнесин предпринял путешествие в Грецию, исполнив свою давнюю мечту.
В Петербурге началась активная музыкально-критическая и научная деятельность М. Ф. Гнесина. Он публикует много статей в журнале «Музыкальный современник», издаваемом сыном Римского-Корсакова Андреем. Среди главных затрагиваемых тогда и впоследствии вопросов — проблемы национальных особенностей в музыкальном искусстве, соотношение музыки и слова, музыкальная драматургия, принципы симфонизма и многое другое.

#### Музыкально-просветительская деятельность в Екатеринодаре и Ростове. 1911—1921
Гнесин видит своё предназначение в просветительстве. Сохраняя привязанность к своему родному городу, он регулярно приезжает туда. В 1911 году Гнесин покидает столицу и переезжает в Екатеринодар, где директором музыкального училища ИРМО становится его друг А. Н. Дроздов. Он преподаёт в училище, ведёт большую просветительскую работу в течение полутора лет, а затем перебирается в Ростов. И здесь его деятельность совершенно беспрецедентна по размаху. В течение восьми лет ему удаётся буквально преобразить музыкальную (а во многом и общую культурную) жизнь в городе. Помимо преподавания в училище (где он ведёт различные курсы) и в Музыкальной школе О. О. Фритче, Гнесин постоянно читает лекции о музыке и по истории античности (в Археологическом институте), приглашает в город выдающихся музыкантов (в том числе Н. Забелу-Врубель), организует фестивали — в том числе «Музыкальные празднества в честь Н. А. Римского-Корсакова» в 1918 году, различные праздники искусств (в том числе и городской «праздник лесонасаждения»). Благодаря его неутомимым усилиям создаются различные лектории, собирается Музыкальная библиотека им. Римского-Корсакова (где также устраивается лекторий), три музыкальные школы. В 1920 году он становится первым директором консерватории, в которую преобразуется Музыкальное училище ИРМО, в это же время он заведует музыкальным отделом Донского отдела народного образования. Самое поразительное, что вся эта блистательная деятельность проводилась в условиях, казалось бы, просто исключающих что-либо подобное: в годы Первой мировой и Гражданской войн. В Ростове многократно менялась власть, но энергия Гнесина убеждала в этот период и белых генералов, и красных комиссаров. Именно благодаря уважению и поддержке, которой он пользовался в этот период, ему удалось спасти жизнь Всеволоду Мейерхольду, который оказался в 1919 году в руках белых и был обвинён в шпионаже в пользу большевиков. Заступничество Гнесина перед атаманом Донского войска способствовало срочной передаче приказа в Новочеркасск о помиловании Мейерхольда.
В эти годы Гнесин продолжает создавать и сочинения на тексты символистов, и активно выступать в печати на различные темы о музыкальном искусстве, с критическими рецензиями на концерты в Ростове. Продолжается и его сотрудничество с Мейерхольдовской студией. При этом он всё больше проявляет интерес к еврейскому фольклору. Этому способствует и общение с участниками Общества еврейской музыки в Петербурге, созданном в основном учениками Римского-Корсакова (под влиянием привитого им учителем постоянного интереса к народной музыке), и знакомство с сохранившимися отрывками сочинений собственного деда — представителя искусства «клезмеров». Желание погрузиться в изучение наиболее древних пластов фольклора побуждает его предпринять путешествие в Палестину в 1914 году для записи сохранившихся в народной традиции мелодий. По пути он посещает крупнейшего армянского композитора Комитаса и беседует с ним об истоках старых армянских и еврейских песнопений. После пребывания в Палестине и Египте еврейская народная музыкальная традиция, как и еврейские тексты, тематика надолго стали питательной основой композиторского творчества Гнесина. Начало этому положила «Песня странствующего рыцаря» — квинтет для струнного квартета и арфы, ещё близкий и символистской теме (в 1921 году под таким же названием появляется пьеса для виолончели и фортепиано, получившая популярность в разных странах и даже побудившая известных музыкантов сделать её переложения). Но больше всего он пишет вокальных произведений на тексты еврейских поэтов — как в русских переводах, так и на идише, а также на стихи русских поэтов на еврейские мотивы. Это касается многих произведений 1920-х годов: здесь появляются также стихи из «Песни песней» и наиболее яркий (и в то же время современный) вокальный цикл — «Повесть о рыжем Мотеле» на слова И. Уткина. В 1921 году Гнесин вновь посетил Палестину в качестве изучающего работу местных музыкальных учреждений (по поручению Общества еврейской музыки).
С окончательным отъездом из Ростова в 1921 году он испытывает колебания: уехать ли в Палестину, жить ли в Берлине, где он проводит большую часть времени в течение двух лет вместе с семьёй, или остаться в России. Несмотря на имевшиеся в Берлине возможности преподавания, издания собственных произведений, желания известных музыкантов их исполнять, он в итоге окончательно переезжает в Москву в 1923 году.

#### Педагогическая и общественная деятельность в Москве. 1923—1935
Приехав в Москву, Гнесин с женой и сыном поселился в доме на Собачьей площадке, где с 1900 года жили его старшие сестры и где находилось основанное ими ещё в 1895 году музыкальное училище (в 1919 г. ставшее государственным и с 1920 г. имевшее официально две ступени: техникум и детскую школу). Он сразу же присоединяется к семейному делу сестёр и становится руководителем нового, «творческого отдела» техникума — созданного для подготовки композиторов и музыкантов-теоретиков. Гнесин с увлечением занимается педагогической работой. Он не только ведёт класс композиции, но и читает различные курсы лекций, которые сам предлагает. Еженедельно у него проходят творческие встречи, где композиторы представляют свои новые сочинения. В отличие от всей предыдущей практики преподавания композиции он вводит занятия сочинением с самого начала обучения, а не после изучения учащимися теоретических курсов. Новый принцип, фактически, впервые применяемый Гнесиным, позже распространился на все учебные заведения страны. Впоследствии, уже в 1941 г., Гнесин изложил свою практику в учебнике «Начальный курс практической композиции». Среди учеников Гнесина в Техникуме им. Гнесиных — А. И. Хачатурян, Т. Н. Хренников и многие другие. А в 1932 г. по его инициативе в детской школе Гнесиных вводятся занятия композицией для детей: ранее подобная идея считалась принципиально неверной. Однако, результаты данной работы были более чем убедительны: так, из этого класса вышли такие композиторы, как К. С. Хачатурян, Б. А. Чайковский, А. Г. Чугаев и др.
С 1925 г. он также становится профессором Московской консерватории. Здесь он возглавляет (в качестве декана) один из трёх тогда существовавших факультетов — педагогический, готовивший как профессиональных академических музыкантов, так и «инструкторов» самодеятельных коллективов и клубной работы, просветителей, а также педагогов для неспециализированных школ. С энтузиазмом он организует работу этого, достаточно разномастного по составу учащихся и по направлениям, факультета; активно способствует близкой ему просветительской направленности в работе студентов. Деятельность «Педфака» в консерватории вызывала много споров и нападок как со стороны академической профессуры, так и со стороны рапмовцев, и Гнесину пришлось много сил отдать борьбе за его существование. В 1935 г. факультет всё же был закрыт. В консерватории он также всячески стремился расширить кругозор учащихся, предлагая самые разные дополнительные курсы и максимально способствуя свободному творческому развитию молодёжи.
Однако, к концу 1920-х годов в музыкальной жизни начинается резкое, агрессивное наступление «левых» пролеткультовцев. Пользуясь для своих аргументов политическими лозунгами и партийной демагогией, РАПМ (Российская ассоциация пролетарских музыкантов) постепенно завоёвывает всё больше руководящих постов и начинает диктовать свои установки и в консерватории, и в других организациях. Гнесин сразу же повёл себя как открытый оппозиционер РАПМу и, в отличие от большинства коллег, не сдавал своих позиций. В итоге ему была объявлена настоящая война: буквально в каждом номере рапмовских журналах публиковались статьи против Гнесина, который разоблачался как «классовый враг», «буржуазный националист», «декадент» и т. п. Гнесин открыто возражает против этих нападок, выступая со смелыми заявлениями и по поводу таких табуированных тем, как «изучение марксизма» (в том числе на заседании Всекомдрамы и в печати). Длительная травля имела тяжелые последствия: Гнесина отстраняют от работы в консерватории, постоянные гонения претерпевает и Техникум имени Гнесиных. Однако, он продолжает оставаться на принципиальной позиции, обращается к А. В. Луначарскому и даже пишет письмо к И. Сталину (по-видимому, так и неотправленное). В 1932 г. в связи со сменой политической линии РАПМ был ликвидирован, и работа Гнесина в обоих учебных заведениях вернулась в нормальную колею, а нападки прекратились.
Большая педагогическая и общественная работа, а также вынужденная борьба против агрессивных действий рапмовцев сказалась на существенном ослаблении композиторской активности Гнесина. В послереволюционный период его язык меняется. Из-за новых политических и общественных установок символисты были, фактически, под запретом, и всё их творчество объявлено декадансом (с середины 1930-х годов композитор вообще не обращался к музыке с текстом, что было для него отказом от наиболее плодотворных для себя жанров). «Перед вами декадент 96-й пробы», — такими словами начал Гнесин свою встречу со студентами в 1934 году. Столь важная и наиболее плодотворная страница его творчества была фактически вычеркнута из исполнительской практики. Однако, целый ряд выдающихся исполнителей становятся пропагандистами его творчества: прежде всего это относится к камерной певице В. Духовской и одной из самых выдающихся пианисток века — М. В. Юдиной, бывшей на рубеже 1920-х — 1930-х годов его страстной почитательницей. М. Юдина делала переложения ряда его вокальных сочинений, а также симфонических отрывков для сольного фортепианного исполнения. Поиски нового языка чрезвычайно ярко проявились в нескольких крупных произведениях Гнесина: революционном «Симфоническом монументе», броском воплощении «массовых действ» (в произведении участвовал большой состав симфонического оркестра с оркестром домр, детским хором и… пионеры-барабанщики, а завершал его хор на слова С. А. Есенина); «конструктивистской» Сонате для скрипки и фортепиано. Новым претворением творческого сотрудничества с В. Мейерхольдом стало музыкальное оформление знаменитого спектакля в ГосТИМе (Государственный театр им. Мейерхольда) «Ревизор» (1926 г.). В финале спектакля звучала остро-гротескная музыка «Еврейский оркестр на балу у Городничего» (впоследствии исполнявшаяся как сюита). Это сочинение, сочетающее фольклорные и гротескные черты, отчасти сближает его с совершенно иным по стилю циклом «Повесть о рыжем Мотеле», также ставшим значительным достижением данного периода творчества. В 1927 г. Гнесин (после отъезда Ю. Д. Энгеля) был избран председателем Общества еврейской музыки в Москве. Однако, это общество вскоре прекратило своё существование, и он стал его последним руководителем. В начале 1930-х годов еврейская тема также оказалась нежелательной. Однако, фольклорные интересы и дальше остаются в сфере интересов Гнесина. В дальнейшем в его творчестве 1930-х — 1940-х годов используются фольклор народов и Кавказа, и Поволжья, и Средней Азии. Причем это сочеталось, как всегда с глубоким изучением фольклорных источников.

#### Работа в Ленинграде и в эвакуации. 1935—1944
Последние годы работы в Москве были для Гнесина во многом депрессивными. Постоянная борьба за педагогический факультет (в конце концов завершившаяся его ликвидацией), большая административная и педагогическая нагрузка, невозможность спокойных занятий композицией, а также тяжелые переживания, связанные с болезнью и смертью первой жены — всё это способствовало стремлению Гнесина переехать в Ленинград. Здесь, по приглашению своего близкого друга, заведующего кафедрой композиции Ленинградской консерватории М. О. Штейнберга, он становится профессором по классу композиции. Уважительная и спокойная обстановка занятий поначалу очень радовали Гнесина. Как всегда, с увлечением стремящийся как можно глубже выявить и развить творческие возможности своих студентов, как можно больше расширить их кругозор, он ведёт не только свой класс сочинения, но и выступает с лекциями, в том числе и по истории искусств. В этот период у него занимается немало талантливых композиторов, в дальнейшем очень ярко себя проявивших — Б. Л. Клюзнер, А. С. Леман, В. Н. Салманов. К его радости появляется больше времени для собственного творчества. Продолжаются и научные изыскания: он работает над учебником, над книгой о Н. А. Римском-Корсакове, занимается и изучением фольклора. В 1937 году он осуществляет научное руководство экспедицией в Адыгее (используя в своем секстете «Адыгея» записанные там темы), в 1938-39 — участвует в создании музыки к кинофильму «Амангельды», созданному в Казахстане.
Однако, спокойный период длился недолго. В 1937 году трагедия происходит с младшим братом — Григорием Гнесиным, который был арестован и вскоре расстрелян. Тяжело переживает он не только его судьбу, но и репрессии многих деятелей искусства, которых хорошо знает (в том числе Вс. Мейерхольда: впоследствии он всячески содействует посмертной реабилитации великого режиссёра).
А в 1941 году начинаются тяжёлые военные события. Успев выехать из блокадного Ленинграда, он проводит первую военную зиму в Йошкар-Оле, куда эвакуируется вместе со второй женой — Г. М. Ванькович, её матерью и сестрой. Там он работает музыкальным руководителем драматического театра и пишет музыку к четырём спектаклям. Осенью 1942 года он решает последовать за Ленинградской консерваторией в Ташкент. Там он застаёт своего сына, приехавшего немного раньше, в тяжёлом состоянии в больнице. В ноябре Фабий — единственный сын — умирает в возрасте 35 лет. Страшный удар Гнесин переживает чрезвычайно тяжело. К тому же, условия жизни его в Ташкенте очень сложные: долгое время они с женой живут в вестибюле Ташкентской консерватории и никак не могут получить комнаты. Однако, в 1943 году он создаёт вдохновенное фортепианное трио «Памяти наших погибших детей». Это сочинение является замечательным по своей проникновенности памятником-плачем и по собственному сыну, и по всем детям, чью жизнь оборвала война. Созданное величайшим напряжением душевных сил, Трио, исполненное и в Ташкенте, и в Москве, вызывает горячий отклик у слушателей.

#### Поздние годы в Москве. 1944—1957
В 1944 г., после активных уговоров сестры Елены Фабиановны, он оставляет работу в Ленинградской консерватории и переезжает из Ташкента в Москву, где становится заведующим кафедрой композиции только что основанного Государственного музыкально-педагогического института (ГМПИ) имени Гнесиных. Эту должность он занимает в течение семи лет, и его педагогическую работу здесь отличают те же качества, что и в предшествующих учтреждениях. Однако, в 1948 г. на крупнейших композиторов страны обрушивается кампания по «борьбе с формализмом». В этот период Гнесин занимает исключительную по благородству позицию. Выступая на различных собраниях, он, вопреки всеобщему хору обвинений и проклятий в адрес «формалистов», пытается направить разговор на музыкальные проблемы, а во время выступления в ГМПИ им. Гнесиных даже говорит о том, что Прокофьев и Шостакович — хорошие композиторы, и опасность представляют, прежде всего, беспринципные деятели, меняющие свою позицию по указке. Сам Гнесин не обвинялся в формализме, однако, его поведение не осталось безнаказанным. После целого ряда тенденциозных «обследований» работа возглавляемой им кафедры, как и самого профессора, была признана неудовлетворительной в идейно-воспитательном плане, и её было решено закрыть. Несмотря на попытку руководства Союза композиторов во главе с Т. Хренниковым, как и на многочисленные обращения Ел. Ф.Гнесиной — директора института — в высокие инстанции, это решение должно было вступить в силу, и Гнесин идёт на тяжёлый вынужденный шаг — уходит на пенсию ради сохранения своей кафедры. На его место приглашается А. И. Хачатурян — самый выдающийся его ученик. В этот период постоянные гонения на Институт имени Гнесиных и на семью Гнесиных всё время усиливаются, и в январе 1953 г. «тройка» (зам. директора, секретарь партбюро и зав. кафедрой марксизма-ленинизма) Института пишет донос на имя Л. П. Берии, обвиняя Гнесина в страшных политических грехах (в том числе в сионизме). По свидетельству И. Я. Рыжкина, Гнесин ожидал (и, видимо, неоднократно) ареста, однако этого не последовало.
При этом, два его последних крупных сочинения — Соната-фантазия для фортепианного квартета и Вариации для виолончели и фортепиано — были очень доброжелательно встречены музыкальной общественностью. Соната-фантазия в 1946 г. была удостоена Сталинской премии, что означало высокое официальное признание.
Вынужденно находясь последние шесть лет на пенсии, Гнесин продолжает писать статьи, которые должны были составить задуманную им книгу о русском симфонизме (лишь часть из них опубликована под редакцией С. С. Скребкова). В 1956 г. была выпущена книга «Мысли и воспоминания о Н. А. Римском-Корсакове». Исполняется его музыка, однако, всё реже. Давно страдавший болезнью сердца, Гнесин скоропостижно скончался от инфаркта.
- Могила на Новодевичьем кладбище Москвы
- Памятная доска
 в Ростове-на-Дону
- Памятная доска
 в Ростове-на-Дону

### Семья
Дед со стороны матери — Шайя Шмуэлевич Флотзингер (Флётзингер), прозванный Шайка Пфейфер (1802—1875) — народный музыкант (клезмер), скрипач, живший в Вильно.
Его дочери — мать Гнесина Белла Исаевна (Бейла), ур. Флотзингер (1838—1911) и её сёстры — тётки Гнесина Генриетта Флотзингер, Елизавета Данишевская, Цецилия (Циля) Каждан (по сцене Каведани) — учились музыке в Вильно у С. Монюшко. Цецилия Каведани окончила консерваторию в Петербурге, была солисткой театра Ла Скала в Милане. Е. Данишевская — профессиональная певица, окончила Петербургскую консерваторию. Г. Флотзингер — профессиональная пианистка.
Мать Гнесина осталась певицей-любительницей, приобщив всех детей к музыке с детства. В 1863 г. она вышла замуж за выпускника Виленского раввинского училища Файвиша (Фабиана) Осиповича (Иоселевича) Гнесина (1837—1891) — отца Гнесина. С 1863 по 1888 г. он был казённым (общественным) раввином в Ростове-на-Дону. На этой должности заслужил всеобщее уважение, был гласным в городской думе. Глубоко образованный и широко мыслящий человек, он приложил много усилий для развития культурной жизни еврейской общины в Ростове, его усилиями была построена синагога.
Братья: Александр (1867—1942) — инженер-электротехник, жил и работал в Москве (на аккумуляторном предприятии — фирма «Тюдор», затем трест «Ленинская искра»).
Владимир (1869—1956) — офицер (штабс-капитан), участник русско-японской и Первой мировой войн, командир роты, военный комендант Ташкента. В 1919 г. эмигрировал в США, где занимался фермерством.
Григорий (1884—1938) — певец, литератор (писатель, поэт, переводчик), драматический актёр. В основном его деятельность протекала в Петербурге (Ленинграде). В 1937 г. репрессирован и вскоре расстрелян.
Сёстры:
Евгения Савина-Гнесина (1870?-1940) — пианистка-педагог. Основатель и руководитель, преподаватель фортепиано, музыкально-теоретических предметов и детского хорового класса Музыкального училища и Детской школы имени Гнесиных. Заслуженный деятель искусств РСФСР. Её муж — Савин Александр Николаевич (1873—1923) — историк, профессор МГУ.
Елена Гнесина (1874 [1872] — 1967) — пианистка-педагог, музыкально-общественный деятель. Основатель и бессменный руководитель учебных заведений имени Гнесиных — Музыкального училища и детской школы, Института и Специальной школы-десятилетки. Заслуженный деятель искусств РСФСР, профессор.
Мария Гнесина (1874—1918) — пианистка-педагог.
Елизавета Гнесина-Витачек (1876—1953) — скрипачка-педагог. Руководитель струнных отделов Музыкального училища, детской школы и Спецшколы-десятилетки имени Гнесиных, и. о. профессора ГМПИ им. Гнесиных. Заслуженный деятель искусств РСФСР. Её второй муж — Витачек Евгений Францевич (1880—1946) — скрипичный мастер, основатель и хранитель Государственной коллекции смычковых инструментов, руководитель Мастерской смычковых инструментов при Московской консерватории (ныне его имени). Заслуженный деятель искусств РСФСР, Заслуженный мастер Республики. Их сын, племянник М. Ф. Гнесина — Витачек Фабий Евгеньевич (1910—1983) — композитор, профессор ГМПИ им. Гнесиных.
Ольга Александрова-Гнесина (1881—1963) — пианистка-педагог. Заслуженный деятель искусств РСФСР. Все сёстры в течение всей жизни преподавали в учебных заведениях имени Гнесиных.
Первая жена (с 1907): Марголина Надежда Товиевна (1881—1934). Дочь действительного статского советника, почётного гражданина, профессора Т. А. Марголина. Занималась переводами, работой в библиотеке. Училась в Петербургской консерватории как певица, а также в Петербургском университете как филолог. Муж её старшей сестры Евгении — известный революционный деятель, философ, публицист, экономист, врач В. А. Базаров (Руднев) (1874—1939).
Сын от первого брака: Гнесин Фабий Михайлович (1907—1942). Всегда жил с отцом. Учился на заочном отделении Политехнического института в Ленинграде. Был одарён как музыкант и инженер — изобрёл электроинструмент. Страдал психическим заболеванием, помешавшим реализации в какой-либо деятельности.
Вторая жена: Ванькович Галина Маврикиевна (1893—1976). Происходила из известного польско-белорусского рода, среди представителей которого — известный художник XIX века и известный писатель XX века. Училась в Московской консерватории как пианистка (у А. Б. Гольденвейзера) и музыкант-теоретик (в том числе у М. Ф. Гнесина). Работала в Московской консерватории — заведующей нотным отделом Библиотеки, секретарём учёного совета. Преподавала гармонию и теорию музыки в Училище имени Гнесиных. Пользовалась большим уважением коллег. Обладала огромной эрудицией, знанием языков, делала переводы, писала стихи и рисовала.
Её сестра — Ванькович (Одаровская — сцен. псевдоним) Елена Маврикиевна (1898—1988) — балерина, участница балетной студии М. М. Мордкина, работала в театрах Москвы и Харькова. Снималась в немом кино. Преподавала ритмику и танец во многих учреждениях, в том числе с 1935 по 1970 — в учебных заведениях имени Гнесиных. Её занятия для детей пользовались в Москве огромной популярностью.

## Творчество

### Композиторское творчество

#### а) Вокальное творчество и хоровые произведения
Для голоса и фортепиано: «Музыка к стихотворениям»
Op. 1 (1903-06). «У моря ночью» (К. Бальмонт), «Бог солнца, светлый бог любви» (Г. Галина), «Всё мне грезится море» (К. Бальмонт), «Стремление» (В. Жуковский).
Ор. 2 (1907). «Из современной поэзии»: «Снежинки» (В. Волькенштейн), «Чайка» (К.Бальмонт).
Ор. 3 (1907). «В бессонницу» и «Гимн чуме» на сл. А. С. Пушкина.
Ор. 5 (1908). «Из современной поэзии»: «Воздушная птичка» (К. Бальмонт), «Недотыкомка» (Ф. Сологуб), «Туманы вечера» (В. Волькенштейн), «Небесная роса», «Она как русалка» (К. Бальмонт).
Ор. 10 (1912-14). «Посвящения»: «Ты, чьё имя печалит» — «Знаешь и ты, Диотима», «Под берёзой» (Вяч. Иванов), «Из Сафо», «Паутинки» (К. Бальмонт), «Он шел путём зелёным» (Ф. Сологуб), «Помертвела белая поляна» (Вяч. Иванов).
Ор. 15 (1914). «Розариум». Музыка к двустишьям Вяч. Иванова «Антология розы»: 8 стихотворений (в 2-х частях).
Ор. 16 (1915). «Из современной поэзии». Музыка к стихотворениям А. Блока: «Я, отрок, зажигаю свечи», «Девушка пела в церковном хоре», «Инок».
Ор. 18 (1915). «Из Шелли» (перевод К. Бальмонта): «Нет, не буди змею», Песня Беатриче из трагедии «Ченчи».
Ор. 22 (1915). «Из современной поэзии»: «Жемчужина» (К. Бальмонт), «Он ходит с женщиною в светлом» (С. Парнок), «Сад нимф» (из Сапфо — перевод Вяч. Иванова), «В дикой пляске» (А. Блок), «Хорони, хорони меня ветер» (А. Ахматова).
Ор. 25 (1917). Две миниатюры для голоса и фортепиано на стихи Джалаладина Руми (перевод Ф. Корша).
Ор. 32 (1919-20). Три еврейские песни на тексты русских поэтов: «Гробница Рахили» (И. Бунин), «Единое благо» (А. Майков), «О нежном лице её» (Т. Чурилин).
Ор. 33 (1919). Страницы из «Песни песней» (русский текст П. Ярошевского).
Ор. 37 (1923-26). Еврейские песни: «В мире нет руки нежней» (З. Шнеур), Песенка Мариамны из трагедии Ф. Геббеля «Ирод и Мариамна», Из «Песни песней» (русский текст М. Гнесина), «Песня о рыжем Мотеле» (И. Уткин), «Из пережитого» (О. Шварцман).
Ор. 38 (1923-24). «На высях» — эскиз к поэме (А. Фаерштейн, перевод М. Гнесина).
Ор. 44 (1926). Музыка из «Повести о рыжем Мотеле» И. Уткина: 8 номеров.
Ор. 47 (1931). Два дуэта для высокого и среднего голосов: «Табун» (С. Есенин), «Красноармейская оборонная» (Т. Чурилин).
Ор. 49 (1934). Из песен Беранже: «Я с вами больше не знаком» — элегический вальс.
Ор. 55 (1939). Две песни: «Амангельды» (сл. Джамбула), Песня Балым (казахская народная).
Для голоса с оркестром
Ор.6 (1909). «Балаган» — драматическая песня на сл. А. Блока.
Ор.8 (1911). «Врубель» — симфонический дифирамб (сл. В. Брюсова).
Ор. 12 (1913). «Червь-победитель» — поэма на сл. Э.По в переводе К. Бальмонта.
Хоровые произведения
Ор. 21 (1913). Два хора: «Плачьте, дочери Земли» (сл. Ф. Сологуба) для женского хора; «Лазарь» (сл. К. Бальмонта) для смешанного хора.

#### б) Музыка к театральным произведениям
Ор. 13 (1909-13). «Антигона» Софокла в переводе Д. Мережковского (создана для студии Вс. Мейерхольда). Напевы для монологов и хоров (музыкальное чтение) в сопровождении фортепиано.
Ор. 14 (1914). «Роза и крест» А. Блока (музыка предполагалась для спектакля МХТ): «Песня пажа Алискана» для высокого голоса в сопровождении струнного квартета и арфы; «Песня Гаэтана» в сопровождении оркестра (издано только фортепианное переложение).
Ор. 17 (1912-16). «Финикиянки» Еврипида в переводе И. Анненского (предназначалось для студии Вс. Мейерхольда). Музыкальное чтение (хоры).
Ор. 19 (1914-15). «Эдип-царь» Софокла в переводе Д. Мережковского (предполагалось к постановке в Александринском театре). Напевы для музыкального чтения и хоров в сопровождении оркестра.
Ор. 23 (1915). «Роза и крест» А. Блока: хор девушек «С майским деревом» для женского хора в сопровождении фортепиано.
Ор. 36 (1921-23). «Юность Авраама». Неоконченная опера-поэма в трёх сценах-песнях на собственные слова. Симфоническая фантазия «Звёздные сны».
Ор. 41 (1926). «Ревизор» Н. В. Гоголя (к спектаклю Государственного театра им. Вс. Мейерхольда). «Еврейский оркестр на балу у Городничего» — сюита из музыки для симфонического оркестра.
Ор. 51, 51а (1936—1939). «Каменный гость» А. С. Пушкина (предполагалось для радиоспектакля): Две песни Лауры для голоса и фортепиано; Три мелодии-характеристики для виолончели и фортепиано

#### в) Произведения для симфонического оркестра
Ор. 4 (1906-08). «Из Шелли». Симфонический фрагмент к «Освобожденному Прометею».
Ор. 20 (1917). Траурные пляски из «Песен об Адонисе» П. Б. Шелли (в 1956 г. сделана версия для камерного оркестра).
Ор. 30 (1918-19). Симфоническая фантазия (в еврейском роде).
Ор. 40 (1925). «Симфонический монумент. 1905—1917» с заключительным хором на слова С. А. Есенина.

#### г) Камерно-инструментальное творчество
Ор. 7 (1909, 2-я ред. — 1928). Соната-баллада для виолончели и фортепиано.
Ор.11 (1912-14). «Реквием». Фортепианный квинтет.
Без опуса (1912). «Из песен моего деда. Мелодия (Nigun)». Для скрипки и фортепиано.
Ор. 24 (1917). Вариации на еврейскую тему для струнного квартета.
Ор. 27 (1917). «Детям». Маленькая сюита для фортепиано в 4 руки (в 1947 г. сделано переложение пьесы «Балетный вальс» для скрипки и фортепиано).
Ор. 28 (1917). «Песня странствующего рыцаря» — в память миннезингера Зюскинда из Тримберга. Для струнного квартета и арфы.
Ор. 29 (1917). Маленькие пьесы для фортепиано в 4 руки (в 1927 г. сделано переложение пьесы «Пляска» для фортепианного трио).
Ор. 34 (1921). «Песня странствующего рыцаря» для виолончели и фортепиано.
Ор. 35 (1922-23). «Ора» (пляска галилейских рабочих). Вариации для фортепиано в 4 руки.
Ор. 43 (1928). Соната для скрипки и фортепиано соль мажор.
Ор. 48 (1933). «Адыгея». Секстет для скрипки, альта, виолончели, валторны, кларнета и фортепиано.
Ор. 52 (1937). Сюита для скрипки и фортепиано в трёх частях. Новая, двухчастная версия — ор. 58 (1956).
Ор.54 (1937). Пять песен народов СССР. Для фортепиано в 4 руки (четыре песни изданы в 1941 г. в переложении для скрипки и фортепиано).
Ор. 56 (1938, 2-я ред. — 1951). «На Волыни» (мелодия Шайки Пфайфера). Для струнного квартета и кларнета.
Ор. 57 (1940). «Элегия-пастораль». Памяти поэта О. Шварцмана. Трио для фортепиано, скрипки и виолончели.
Ор. 60 (1942). Маленькие пьесы для кларнета, скрипки, виолончели и фортепиано.
Ор. 63 (1943). Трио для фортепиано, скрипки и виолончели «Памяти наших погибших детей».
Ор. 64 (1945). Соната-фантазия. Фортепианный квартет.
Ор. 67 (1953). Тема с вариациями. Для виолончели и фортепиано

### Литературное творчество (избранные литературные публикации)

#### а) Книги
Начальный курс практической композиции. М.: Музгиз, 1941. Переиздания: М.: Музгиз, 1962; СПб: Планета музыки, 2018.
Мысли и воспоминания о Н. А. Римском-Корсакове. М.: Музгиз, 1956.
Гнесин М. Ф. Статьи, воспоминания, материалы (в сборнике опубликованы как статьи и воспоминания самого М. Ф. Гнесина, так и статьи о нём) / Сост. Р. В. Глезер. М.: Музгиз, 1961

#### б) Статьи
Н. А. Римский-Корсаков в его литературных сочинениях // Римский-Корсаков Н. А. Музыкальные статьи и заметки. СПб, 1911.
Рахманинов — исполнитель Скрябина (1915). 1-я публикация неизвестна; опубликовано: Энциклопедия старого Ростова и Нахичевани-на-Дону. Т. 5 / Публикация В. Сидорова. Ростов н/Д, 1999.
О природе музыкального искусства и о русской музыке (заметки размышляющего музыканта) // Музыкальный современник. 1915. № 3.
Образцы ритмической интерпретации стиха у русских композиторов // «Любовь к трём апельсинам». Журнал доктора Дапертутто. — 1914. — № 1
Антисемитизм и русская музыка // Приазовский край. — 1915.
Мистерия человечества и история музыки (из воспоминаний о А. Н. Скрябине) // Ростовская речь. 1916. № 74.
Служители высокого искусства на русской оперной сцене. Статья 1-я. Н. И. Забела-Врубель // Сцена и экран. 1917. № 9-10. Статья 2-я. И. А. Алчевский // «Ростов». 1918. № 8-9.
Интернационализм и русская музыка. // Искусство. Ч. 1. 1918. № 1; Ч. 2. 1918. № 3.
Воспоминания о Скрябине / прим. М. Михайлова, публ. Г. Некрасовой // Памяти Михаила Кесаревича Михайлова. Сборник материалов и статей к 100-летию со дня рождения (1904—2004). — СПб.: Изд-во Политехнического университета, 2005. — С. 55-79.
Александр Блок и музыка (1920-е гг.) / Публикация и комментарии И. В. Кривошеевой // Записки Мемориального музея-квартиры Ел. Ф. Гнесиной. Вып. 2: Семья Гнесиных. М., 2011. С. 100—108.
Н. А. Римский-Корсаков в общении со своими учениками // Музыка и революция. 1928. № 7-8.
Пленум Совета Всероскомдрама. Фрагменты стенограммы, посвящённые музыкальным вопросам. 18-19 декабря 1931 г. / публ. и комм. Е. Власовой // Музыкальная академия. — 1993. — № 2. — С.160-177.
Музыкально-педагогические воззрения Н. А. Римского-Корсакова // Советская музыка. 1934. № 10.
Против формализма и фальши: Выступление на творческой дискуссии в ЛССК // Советская музыка. 1936. № 5.
Музыкальный фольклор и работа композитора // Музыка. 1937. № 22.
О музыкальной драматургии Римского-Корсакова в опере «Кащей бессмертный» // Советская музыка. 1945. № 3.
Речь на Совещании деятелей Советской музыки в ЦК ВКПб // Совещании деятелей Советской музыки в ЦК ВКП(б). М., 1948.
Речь на Первом Всесоюзном съезде композиторов // Стенографический отчёт Первого Всесоюзного съезда композиторов. М., 1948.
Выступление на собрании в ГМПИ имени Гнесиных. Фрагмент опубликован: Гнесина Ел. Я чувствую себя обязанной… / публ. И. Шеховцовой и В. Троппа // Музыкальная академия. — 1998. — № 3-4. — С. 129—140.
О русском симфонизме (Эпический симфонизм и эпическая музыкально-симфоническая драматургия). Очерки (всего 5, опубликованы фрагменты трёх очерков). Публикации: Советская музыка. 1948. № 6; 1949. № 3; 1950. № 1.

## Награды и звания
Премия имени М. И. Глинки — за вокальный цикл «Из современной поэзии» ор. 5 (1912)
Премия имени М. И. Глинки — за симфонический дифирамб «Врубель» (1913)
Заслуженный деятель искусств РСФСР (1927)
орден Трудового Красного Знамени (14.02.1945)
Сталинская премия второй степени (Государственная премия СССР) (1946) — за сонату-фантазию для фортепиано и струнного квартета

## Ученики (список наиболее известных учеников)
- Акулов Евгений Алексеевич
- Бархударян Сергей Васильевич
- Герчик Вера Петровна
- Голубев Евгений Кириллович
- Дзержинский Иван Иванович
- Кац Сигизмунд Абрамович
- Клюзнер Борис Лазаревич
- Леман Альберт Семенович
- Матвеев Михаил Александрович
- Месснер Евгений Осипович
- Мушель Георгий Александрович
- Нариманидзе Николай Васильевич
- Ниязи (Таги-заде-Гаджибеков Зульфугар оглы)
- Польшина Анна Дмитриевна
- Разорёнов Сергей Александрович
- Рыжкин Иосиф Яковлевич
- Салманов Вадим Николаевич
- Светланов Евгений Федорович
- Скребкова Ольга Леонидовна
- Скребков Сергей Сергеевич
- Слонов Юрий Михайлович
- Тер-Гевондян Анушаван Григорьевич
- Тихомиров Георгий (Юрий) Васильевич
- Фаттах Азон (Фаттахутдинов Азантин Нуртыевич)
- Хачатурян Арам Ильич
- Хренников Тихон Николаевич
- Шишаков Юрий Николаевич
- Юсфин Абрам Григорьевич

## Оценка творчества
Творчество молодого Гнесина, связанное с символизмом, получило признание достаточно быстро. Хотя его новые сочинения встречали и критику, тем не менее они сразу издавались, находили прекрасных исполнителей и регулярно появлялись на концертной эстраде и в России, и за границей. Поэтому его раннее и наиболее продуктивное по количеству произведений творчество можно считать вполне востребованным современниками. О нём постоянно пишут критики, а в 1927 году выходит отдельная брошюра, посвящённая его творчеству (А. Н. Дроздов). С фактическим запретом на символистскую поэзию (за некоторыми исключениями) эти произведения перестали исполняться. Вокальные произведения на еврейские тексты (или на еврейскую тему) в конце 1930-х годов также перестают исполняться. Инструментальные произведения 1930-х −1940-х годов исполнялись, но после смерти автора они звучали всё реже, а более ранние — почти перестали звучать. В 1961 году выходит сборник статей и воспоминаний, посвящённый Гнесину (редактор-составитель Р. В. Глезер), включавший многие материалы как самого Гнесина, так и большого числа других авторов (эта книга остаётся самым крупным монографическим изданием о Гнесине). Однако, в основном, музыка Гнесина звучит на вечерах памяти, к его юбилейным датам — фактически, как произведения почти «забытого» автора. Новые поколения исполнителей не интересуются его музыкой, а отдельные упоминания о его творчестве констатируют либо «продолжение линии Римского-Корсакова», либо педагогические достижения, либо отдельные исторические факты жизни и творчества. С 1962 по 2008 г. не переиздаются его произведения (некоторые не изданы до сих пор). По сей день не издано около половины его литературных работ.
Возрождение интереса к Гнесину начинается в 1990-е годы. Прежде всего, им интересуются исследователи еврейской национальной музыки. В России, Белоруссии, Израиле появляется несколько статей, где рассказывается о его роли в становлении национальной музыкальной культуры, исполняются его отдельные произведения (отметим проект, осуществлённый Обществом еврейской музыки в Голландии под руководством певицы Совали, осуществивший концерты музыки Гнесина в Амстердаме, Женеве, Лондоне, Петербурге и Москве). Эти исследования и публикации продолжаются поныне. Почти одновременно появляются статьи, посвящённые общественной деятельности и творческой и общественной позиции Гнесина в период борьбы с РАПМом и более позднего периода. Появились работы Е. С. Власовой, ею же были осуществлены и ряд концертных проектов, знакомивших с музыкой Гнесина. Тогда же выходит и первый в стране компакт-диск, целиком составленный из инструментальных произведений Гнесина (симфонические и камерные произведения, дирижёр К. Д. Кримец). Всё большую популярность приобретает уже в начале 2000-х годов сюита из музыки к «Ревизору» — её исполняют многие оркестры. В это время появляются сразу две кандидатские диссертации, посвящённые «музыкальному чтению» в драме, разработанному Гнесиным в сотрудничестве с Вс. Мейерхольдом — И. В. Кривошеевой и М. В. Архиповой. Итогом большой работы, проведённой в Институте искусствознания (с участием И. В. Кривошеевой и всего отдела (ныне — сектора) по изучению и публикации театрального наследия Вс. Мейерхольда) стало издание всех имеющихся архивных материалов, а также нот, относящихся к совместной работе Мейерхольда и Гнесина (в том числе и над «Ревизором»). М. А. Карачевская, защитившая диссертацию, посвящённую вокальному творчеству Гнесина, помимо многих публикаций о его творческой деятельности, исследовала один из самых богатых творческих периодов композитора — его символистский период. Вокальное наследие композитора звучит редко, хотя и здесь «молчание» было прорвано. Целый ряд исследований последнего десятилетия были обращены к научно-публицистической деятельности Гнесина. Также должное внимание было уделено его просветительской работе в Ростове и Екатеринодаре: этому посвящены работы Г. Сычёвой и С. Аникиенко, ряд исторических материалов подготовлен Л. А. Рыбальченко — создателем и директором музея при Детской музыкальной школе им. М. Ф. Гнесина в Ростове-на-Дону. Недавно переиздан (впервые после 1962 года) учебник «Начальный курс практической композиции». Наследие Гнесина, незаслуженно мало востребованное долгие годы, постепенно выходит из забвения.

## Память

### Адреса

#### Ростов-на-Дону
В 2015 году в Ростове-на-Дону по инициативе преподавателя ростовской музыкальной школы им. Михаила Гнесина Людмилы Рыбальченко (и на средства семьи Рыбальченко) на доме 50 по Газетному переулку была установлена мемориальная доска М. Ф. Гнесину с его портретным изображением и следующим текстом: «В этом доме в 1916 году жил композитор Гнесин М. Ф., открывший в своей квартире первую в Ростове-на-Дону публичную музыкальную библиотеку».
Вторая мемориальная доска в Ростове-на-Дону, установленная в том же году (также на средства семьи Рыбальченко) на доме 67 по Тургеневской улице, где в конце XIX века жила семья Гнесиных, содержит текст «В этом доме в конце XIX века жила известная семья композиторов, педагогов, общественных деятелей Гнесиных: Михаил, Елена, Мария, Евгения, Елизавета, Ольга, Григорий».
В 2019 году именем М. Ф. Гнесина был назван один из новых переулков в Первомайском районе Ростова-на-Дону.

#### Санкт-Петербург
- 1908 — 13-я линия Васильевского острова, 44, кв. 1
- 1910 — Петербургская сторона, Малый проспект, 27, кв. 8

#### Екатеринодар[22]
- 1911 — Карасунская ул., 73 (ныне 77) — помещение Музыкального училища ИРМО
- 1911—1912 — Рашпилевская ул., 90 (ныне 86)
- 1912—1913 — ул. Борзиковская, 112 (ныне ул. Коммунаров, 134)

#### Москва
- 1923—1935 — Собачья площадка, 5 (дом не сохранился)
- 1944—1951 — Большая Молчановка, 27
- 1951—1957 — пл. Восстания, 1, кв. 161

## Архив
Фонд М. Ф. Гнесина в Российском государственном архиве литературы и искусства содержит 1419 единиц хранения за 1850-е — 1972 годы. Из них 100 единиц хранения — это музыкальные рукописи, среди которых самыми ранними являются романсы 1890-х годов, написанные Гнесиным еще до поступления в Санкт-Петербургскую консерваторию («Город чудный, город древний» на слова Ф. Н. Глинки, «Из слез моих…», «И у меня был край родной…», «Королевич любил королеву…» на слова Г. Гейне, «На нивы желтые…», «Колышится море…» на слова А. К. Толстого и др.). Сохранились также его ученические работы по контрапункту, гармонии, инструментовке 1899—1908 годов и записные книжки с черновыми нотными набросками 1903—1952 годов. Помимо этого, в фонде хранятся текстовые рукописи Гнесина (воспоминания, статьи, лекции, доклады и др.), многочисленные переписки, материалы творческой деятельности, воспоминания современников о композиторе.

## Основная литература
1. Аникиенко С. Михаил Фабианович Гнесин в Екатеринодаре: сквозь призму времени. — Краснодар, 2017. ISBN 978-5-902830-52-8
2. Аникиенко, Г. Ю. Эрценгель. Михаил Гнесин. Статьи из провинциальной прессы 1910-х годов. — Краснодар: Краснодар. гос. ин-т культуры, 220. — 228 с.
3. Аникиенко С. Музыкально-общественная и творческая деятельность М. Ф. Гнесина в Екатеринодаре (источниковедческий аспект): автореф. дис. … канд. искусствовед. — Ростов-на-Дону, 2015. — 32 c.
4. Аникиенко С. О роли М. Ф. Гнесина в становлении отечественной системы преподавания композиции // Концептуальные основы регионализации в системе музыкального образования. — Краснодар, 2011. — Вып. 1. — С. 179—201.
5. Архипова М. Сценические композиции М. Ф. Гнесина: от «музыки слова» — к музыкальной интонации: автореф. канд. дис. — М.: РАМ им. Гнесиных, 2006. — 24 с.
6. Барсова Л. Н. И. Забела-Врубель глазами современников. — Л.: Музыка, 1982.
7. Власова Е. Венера Милосская и принципы 1789 года. Статьи 1, 2 // Музыкальная академия. — 1993. — № 2. — С.154-160; 1993. — № 3. — С. 178—185.
8. Гнесин М. Из страха не рождается творчество / публ. и комм. Е. Власовой // Отечественная музыкальная культура XX века. К итогам и перспективам. Сб. ст. — М.: Московская консерватория им. П. И. Чайковского, 1993. — С. 80-96.
9. М. Ф. Гнесин. Статьи. Воспоминания. Материалы: сб. ст. / Сост. и общая редакция Р. Глезер — М.: Советский композитор, 1961. — 321 с.
10. Дроздов Ан. Михаил Фабианович Гнесин — М.: Музсектор, 1927. — 25 с.
11. Земцовский И. М. Ф. Гнесин о системе ладов еврейской музыки (по материалам архива композитора) // Научный вестник Московской консерватории. — 2012. — № 4. — С. 28-47.
12. Карачевская М. Михаил Фабианович Гнесин (по материалам личного архива композитора) // Из личных архивов профессоров московской консерватории. — М.: МГК им. П. И. Чайковского, 2005. — Сб. 52. — С. 121—164.
13. Карачевская М.А. М. Ф. Гнесин. Особенности стиля на примере вокального творчества: дисс. … канд. искусств. — М.: МГК им. П. И. Чайковского, 2011. — 336 с.
14. Макуренкова Е. М. Ф. Гнесин — продолжатель педагогических традиций Н. А. Римского-Корсакова // Фортепианная педагогика и исполнительство: сб. тр. — М.: ГМПИ им. Гнесиных, 1977. — Вып. ХХХIII. — С. 24-34.
15. Вс. Мейерхольд и Мих. Гнесин. Собрание документов / Составление и комментарии И. Кривошеевой и С. Конаева. — М.: РАТИ-ГИТИС, 2008. — 288 с., илл.
16. Мещерякова Н., Малиновская О. «Я человек заброшенный…»: парадокс Михаила Гнесина // Композиторы «второго ряда» в историко-культурном процессе: сб. ст. — М.: Композитор, 2010. — С. 229—241.
17. Мясковский Н. Я. [Рецензии на произведения М. Ф. Гнесина.] Симфонический дифирамб «Врубель» ор.8; Соч. 10 «Посвящения». Музыка к стихотворениям Вяч. Иванова; Соч. 9; «Из современной поэзии». Соч. 22; «Балаган». Соч. 6. // Н. Я. Мясковский. Статьи, письма, воспоминания. В 2-х т. — М., 1960. Т. 2. С. 42, 89, 100, 113—115, 189
18. Неизвестный Михаил Гнесин: статьи из провинциальной прессы 1910-х годов; составление, подготовка к публикации, комментарии С. В. Аникиенко и Г. Ю. Эрцэнгель. — Краснодар: Краснодарский государственный институт культуры, 2020. — 288 с. — ISBN 978-5-94825-386-2.
19. Письма М. Ф. Гнесина к М. О. Штейнбергу / Вст. статья, публикация и комментарии М. А. Карчевской // Из личных архивов профессоров Московской консерватории. Вып. 3 / Ред.-сост. Г. В. Григорьева. — М.: Московская консерватория, 2008. С.59-93.
20. Письма М. Ф. Гнесина к Н. Н. Римской-Корсаковой («Можно немало сделать для искусства») / Вст. статья, публикация и комментарии М. А. Карачевской // Наследие: Русская музыка — мировая культура. Вып.1 / Сост. Е. С. Власова, Е. Г. Сорокина. — М.: НИЦ «Московская консерватория», 2009. С. 261—266. ISBN 978-5-89598-230-3
21. Рыжкин И. Я. О творческом пути Михаила Гнесина // Советская музыка. 1933. № 6. С. 32-49.
22. Рыжкин И. Я. Мои встречи с Михаилом Фабиановичем Гнесиным // Гнесинский исторический сборник. К60-летию РАМ им. Гнесиных: Записки Мемориального музея-квартиры Ел. Ф.Гнесиной — М., 2004. С. 38-58.
23. Саминский Л. О творческом пути М. Гнесина // Музыка. — 1913. — № 111. — С.5-8.
24. Селицкий А. Ещё раз о музыкальном эпосе и эпической драматургии Гнесина // Памяти учителей: сб. статей. — Ростов-н/Д: РГК им. С. В. Рахманинова, 1995. — С. 27-36.
25. Соколова М. «…Тут пахнет большим, оригинальным талантом» (О сотрудничестве А. И. Зилоти и М. Ф. Гнесина). Избранные письма А. И. Зилоти к Б. П. Юргенсону и М. Ф. Гнесину (1908—1910); Михаил Гнесин. А. И. Зилоти. Воспоминания / Публикация М.Соколовой // Александр Ильич Зилоти (1863—1945): альбом / ред.сорст. М. Д. Соколова. — М.: Научно-изд. центр «Московская консерватория», 2016. С. 121—132.
26. Сычева Г. С. Просветительство в композиторской, общественной, научно-педагогической и публицистической деятельности Михаила Гнесина: Диссертация… канд. искусствоведения. — Ростов-на-Дону, 2013 (в Приложении — публикация многих литературно-критических статей М. Ф. Гнесина).
27. Флошенбойм Р. Еврейская национальная школа в музыке: Юлий Энгель и Михаил Гнесин: дис. — Тель-Авив: университет Бар-Илан, 1996.
28. Хаздан Е. В. Две палестинские поездки М. Ф. Гнесина // Opera Musicologica. — 2012. — № 1 (11). — С. 26-46.
29. Письма М. В. Юдиной к М. Ф. Гнесину // Мария Юдина. Высокий стойкий дух. Переписка 1918—1945 гг. / Сост. А. М. Кузнецов. — М.: РОССПЭН, 2006.
30. Юдина М. Переписка с М. Ф. Гнесиным // Музыкальная академия. — 2009. — № 4. — С. 93-95.
31. Saminsky L. Gnessine, Prokofieff et Miaskovski // La Revue Musicale. 1921. #9. P. 47-49.
32. Schloezer B. Michel Gnessin // La Revue Musicale. 1921. #5. P. 274-2